# Espio the Chameleon
Espio is een paarse antropomorfe kameleon. Hij is, in tegenstelling tot veel andere personages uit de Sonic-franchise, erg kalm, serieus en gedisciplineerd. Hij kan goed met computers overweg. Espio kan zichzelf vrijwel onzichtbaar maken door zijn kleur aan te passen aan zijn omgeving. Zijn favoriete wapen is de shuriken, waar hij een grote collectie van bezit.